# Euploea okinawana
Euploea okinawana är en fjärilsart som beskrevs av Matsumura 1929. Euploea okinawana ingår i släktet Euploea och familjen praktfjärilar. Inga underarter finns listade i Catalogue of Life.